# Tiberiu Petriș
Tiberiu Claudiu Petriș (sinh ngày 20 tháng 6 năm 1994) là một cầu thủ bóng đá người România thi đấu ở vị trí tiền vệ cho Academica Clinceni.